# Песчанка (Могилёвский район)
Песча́нка (бел. Пясчанка) — деревня в составе Княжицкого сельсовета Могилёвского района Могилёвской области Республики Беларусь.

## Географическое положение
Ближайшие населённые пункты: Щеглица, Залубнище.

## История
В 1675 упоминается как деревня в составе Княжицкой волости Оршанском повете ВКЛ. Упоминается в 1752 году при разграничении с соседней деревней Лубнище, входившей в состав Княжицкого графства.
25 марта 1918 года согласно Третьей Уставной грамоте деревня провозглашалась частью Белорусской Народной Республики.
1 января 1919 года согласно постановлению I съезда КП(б) Белоруссии вошла в состав Белорусской ССР, однако 16 января Москва передала её вместе с другими этнически белорусскими территориями в состав РСФСР.
В марте 1924 года деревню вернули в состав БССР, с 17 июля 1924 года — в составе Быховского района Могилёвского округа (до 26 июля 1930 года), с 20 февраля 1938 года — в Могилёвской области.
Во время Великой Отечественной войны с июля 1941 года до 27 июня 1944 года была оккупирована немецкими войсками. 9 января 1944 года 121-й партизанский полк имени А. М. Касаева провёл бой, чтобы спасти мирных жителей от уничтожения и вывоза на каторжные работы в Германию.

## Население
- 1999 год — 88 человек
- 2010 год — 47 человек